# Euxoa friabilis
Euxoa friabilis är en fjärilsart som beskrevs av Augustus Radcliffe Grote 1875. Euxoa friabilis ingår i släktet Euxoa och familjen nattflyn. Inga underarter finns listade i Catalogue of Life.